# Махфуз, Асма
Асма Махфуз (араб. أسماء محفوظ‎; род. 1 февраля 1985) — египетская политическая активистка, получившая известность во время так называемой революции 25 января, одна из основательниц Движения 6 апреля и одна из самых активных участниц молодёжных демонстраций 25 января. Является также членом египетской Современной партии (араб. حزب التيار المصري‎). Совместно с рядом соратников, таких как журналистка Мона Альтхави, ей приписываются призывы к революции 25 января путём размещения видео с призывами к протестным демонстрациям, чем она занималась за неделю до начала революции. Ей приписываются масштабная деятельность в молодёжной коалиции революции и значительное влияние на сам ход египетской революции 2011 года.
Окончила Каирский университет, имеет степень бакалавра бизнес-администрирования, затем работала в компьютерной фирме.
27 октября 2011 года Махфуз стала одним пяти активистов арабских революций, которым была присуждена премия имени Сахарова, вручаемая Европейским парламентом; она получила её как один из активистов египетской революции, чьё имя получило широкую огласку и известность в СМИ после основания Движения 6 апреля, сыгравшего большую роль в египетской революции. Асма Махфуз была признана 381-й из 500 наиболее влиятельных фигур арабского мира согласно данным журнала Arabian Business (араб. أريبيان بزنس‎) по причине её роли во время революционных и последующих событий.
В марте 2012 года американский журнал «Newsweek» включил Махфуз в список «150 женщин, поразивших мир», она стала одной из пяти попавших в него египтянок. Причину её выбора в редакции журнала объяснили ролью Махфуз в размещении видео в социальных сетях, назвав её одним из лидеров революции в Египте.